# Platylimnobia
Platylimnobia là một chi ruồi trong họ Limoniidae. Chúng phân bổ chủ yếu ở Nam Phi.

## Các loài
- P. barnardi Alexander, 1917
- P. brinckiana Alexander, 1964
- P. montana Wood, 1952
- P. pseudopumila Wood, 1952
- P. pumila Alexander, 1921